# Taquipneia
Taquipneia é o aumento do número de incursões respiratórias por unidade de tempo, de forma anormal, gerando movimentos dos órgãos respiratórios semelhantes aos produzidos por esforços físicos violentos.
Em condições fisiológicas de repouso, esse número, habitualmente, gira entre 12 e 20. Diversas condições podem cursar com taquipneia, tais como doenças pulmonares, doenças cardíacas, febre, ansiedade, venenos(de escorpião, por exemplo) entre outras.